# Johann Heinrich Kumpf
Johann Heinrich Kumpf (* 1950 in Erbach im Odenwaldkreis, Hessen) ist ein deutscher Jurist und Rechtshistoriker.
Nach dem Abitur in Michelstadt (Odenwald) 1968 studierte er Rechtswissenschaften an der Universität Gießen. 1973 legte er das erste und 1976 das zweite juristische Staatsexamen ab. 1982 wurde er mit der Dissertation Petitionsrecht und öffentliche Meinung im Entstehungsprozess der Paulskirchenverfassung 1848/49 in Frankfurt am Main zum Dr. iur. promoviert. Seit 1980 war er im Bundesministerium der Finanzen (BMF) tätig, zunächst an der zum Ministerium gehörenden Bundesfinanzakademie in Siegburg, die später nach Brühl umzog. Dort unterrichtete er bis 1999 und leitete das zum Haus gehörende Steuermuseum. 2000 wechselte er nach Berlin in die dorthin verlagerte Steuerabteilung des Bundesfinanzministeriums. Seit seinem Ruhestand 2013 beschäftigt er sich vorwiegend mit der Geschichte seiner Odenwälder Heimat.

## Werke (Auswahl)
- Johann Heinrich Kumpf: Petitionsrecht und öffentliche Meinung im Entstehungsprozess der Paulskirchenverfassung 1848/49, Verlag Frankfurt am Main ; Bern ; New York : Lang 1983 (zugl.: Frankfurt (Main), Univ., Diss., 1982).
- Ders. zus. mit Alfons Pausch: Illustrierte Geschichte des steuerberatenden Berufes, hrsg. von Karl-Heinz Mittelsteiner. Mit e. Geleitw. von Wilfried Dann, Verlag Deubner, Köln 1984.
- Ders. zus. mit Alfons Pausch: Illustrierte Geschichte des steuerberatenden Berufes, hrsg. von Karl-Heinz Mittelsteiner. Mit e. Geleitw. von Wilfried Dann, 2. überarbeitete. u. ergänzte Aufl., Verlag Deubner, Köln 1986.
- Ders. zus. mit Alfons Pausch: Illustrierte Geschichte des steuerberatenden Berufes, hrsg. von Karl-Heinz Mittelsteiner. Mit e. Geleitw. von Wilfried Dann, 3. aktualisierte u. erweiterte Aufl., Brigitte Settele Verlag, Augsburg 1999.
- Ders: Die Finanzgerichtsbarkeit im Dritten Reich. In: Bernhard Diestelkamp und Michael Stolleis (Hrsg.), Justizalltag im Dritten Reich, Fischer Taschenbuch Verlag, Frankfurt am Main 1988, S. 81–100.
- Ders.: Finanzgeschichte, Bundesfinanzakademie, Siegburg 1990.
- Ders.: Die Mozarts und die Steuern : Divertimento fiscale in zehn Sätzen, Verlag O. Schmidt, Köln 1991.
- Ders.: Weimar, seine Klassiker und die Steuern, Interessengemeinschaft Geschichte der Handelshochschule Leipzig, Leipzig 1994.
- Ders. zus. mit Horst Bathe: Die Mittelbehörden der Reichsfinanzverwaltung und ihre Präsidenten 1919–1945 : eine Dokumentation, Finanzgeschichtliche Sammlung der Bundesfinanzakademie, Brühl 1999.
- Ders. zus. mit Elżbieta Szubska-Bieroń: Gostynin pod zarządem niemieckim 1939-1945 [Gostynin unter deutscher Verwaltung 1939–1945]. In: Notatki Płockie 2014, Nr. 2, S. 21–32.
- Ders. zus. mit Michael Günther: Altes und Neues zu den verwandten Orgel- und Klavierbauerfamilien Oberndörfer (Ober-Modau, Jugenheim, Darmstadt) und Heil (Jugenheim, Bad Ems), Privatdruck, Homburg am Main 2015.
- Ders. (Bearb.): … statt des Confekts fressen sie eine gute Portion Kartoffeln … Odenwald und Odenwälder im 18. Jahrhundert. Dr. Ludwig Gottfried Kleins De aere, aquis et locis agri Erbacensis atque Breubergensis, largi Odenwaldiae tractus, tentamen physico-medicum von 1754, hrsg. vom Kreisarchiv Odenwaldkreis, Erbach im Odenwald 2016.
- Ders.: Wegbereiter des Automobilismus im Odenwald. Die Kraftfahrzeugbesitzer im Kreis Erbach 1909. In: gelurt. Odenwälder Jahrbuch für Kultur und Geschichte 2020, Erbach 2019, S. 275–296.